# Анска
Анска (макед. Анска Река) — река на юге Северной Македонии, левый приток Вардара. Длина 22 км, площадь водосборного бассейна 166 км².
Течёт по направлению с востока на запад. Берёт начало на южном склоне гор Беласица, вблизи северомакедонско-греческой границы.
Устье расположено к западо-юго-западу от села Марвинци, рядом с дорогой Скопье—Гевгелия. На территории бассейна реки произрастают инжир, гранат и шелковица (используется для шелководства). В верхнем течении река имеет горный, а в нижнем равнинный характер.

## Населённые пункты
На реке расположены следующие населённые пункты:
- Байрамбос
- Кочули
- Башибос